# 兩生花 (電影)
《兩生花》（英語：The Double Life of Véronique）是奇斯洛夫斯基於1991年拍攝的法國電影，由伊蓮·雅各主演，音樂則由波蘭當代著名的作曲家澤貝紐·普萊斯納創作。本片是導演離開波蘭在西方所完成的第一部作品。
導演奇斯洛夫斯基是以新的方向來此拍攝電影，如，他不曾在波蘭取景；不表現出波蘭當時所經歷的暴亂。奇斯洛夫斯基亦透過兩生花去表達政治抗議，但很多觀眾都疏忽了。

## 內容
片名的直接意思為維羅妮卡（Véronique）的雙重生活（命），故主題暗藏了許多重複出現的畫面，訴說在法國的維羅妮卡和波蘭的薇若妮卡（Weronika）的相似生活。
（維羅妮卡和薇若妮卡都由雅各主演）
除此之外，兩人性格也頗相似，唯一的異同是薇若妮卡勇於追求理想，維羅妮卡則較為腳踏實地。她們都學過歌唱，但當薇若妮卡繼續其音樂生涯時，維羅妮卡毅然放棄，終於使兩人的命運分裂。當薇若妮卡倒在台上，後來被埋葬時，法國的維羅尼卡哭了，顯示了兩者之間有著某種牽連。
維羅妮卡後來到了劇場，觀賞木偶表演。整部電影的核心是問：這世界到底有否自由意志存在；還是一切都是宿命；抑或只是偶然？

## 其他
奇斯洛夫斯基在其他電影也曾探討過類似的問題，如《十誡》、《機遇之歌》。雙重性在奇士勞斯基後期的作品亦佔有重要地位，如1994年的《紅色情深》。